# Уэта
Уэ́та, или вета (маори wētā), — собирательное название более чем 100 видов обитающих на территории Новой Зеландии представителей семейств Anostostomatidae и Rhaphidophoridae из отряда прямокрылых. Название происходит из языка маори (коренных жителей Новой Зеландии).
К данной группе относится одно из тяжелейших насекомых — Deinacrida heteracantha. Самки данного вида, достигая длины 8,5 сантиметров, могут весить до 71 грамма, что, впрочем, меньше массы некоторых жуков, например, голиафов. Большинство экземпляров уэты весит около 43 граммов. Однако немалую часть веса составляют будущие яйца, находящиеся в брюшке самки. Вес самок без яиц редко превышает 19 граммов.
Самцы трёх видов имеют уникальные особенности строения и поведения среди прямокрылых — представители родов Motuweta (2 вида), Libanasidus (2 вида) и Anisoura (монотипный) имеют длинные крепкие мандибулы, при помощи которых они устраивают бодания на манер некоторых жуков (например, жуков-оленей).

## Описание
В состав группы входят крупные бескрылые насекомые с большим толстым телом. Окраска преимущественно коричневая. У самцов ряда видов крупные развитые мандибулы. Наиболее широко распространённый вид Deinacrida rugosa достигает в длину 7 сантиметров и весит 30 граммов. Другой вид Deinacrida heteracantha достигает веса в 70 граммов. Размножаться начинают в возрасте полутора лет. Самка откладывает 200—300 яиц и вскоре умирает.
Для защиты от хищников используют свою заднюю пару ног, которые у многих видов усеяны крупными шипами. При нападении насекомое с силой выкидывает их перед собой.
Питаются другими насекомыми, листьями, цветами, фруктами и плодами. Гигантские насекомые принимают активное участие в распространении семян местных растений, питаясь их плодами.

## Возникновение гигантизма
Гигантские размеры нелетающих прямокрылых Новой Зеландии, в частности уэта, связаны с отсутствием на данных островах мелких млекопитающих — насекомые заняли их экологическую нишу.

## Классификация
Семейство Anostostomatidae
- Род Deinacrida
- Род  Hemideina
- Род Motuweta
- Род Hemiandrus

Семейство Пещерные кузнечики
- Подсемейство Macropathynae
  - Роды, например, Weta

## Численность
Отмечается быстрое сокращение численности этих насекомых, вызванное завозом на острова человеком мелких млекопитающих: мышей, крыс, кроликов и др.

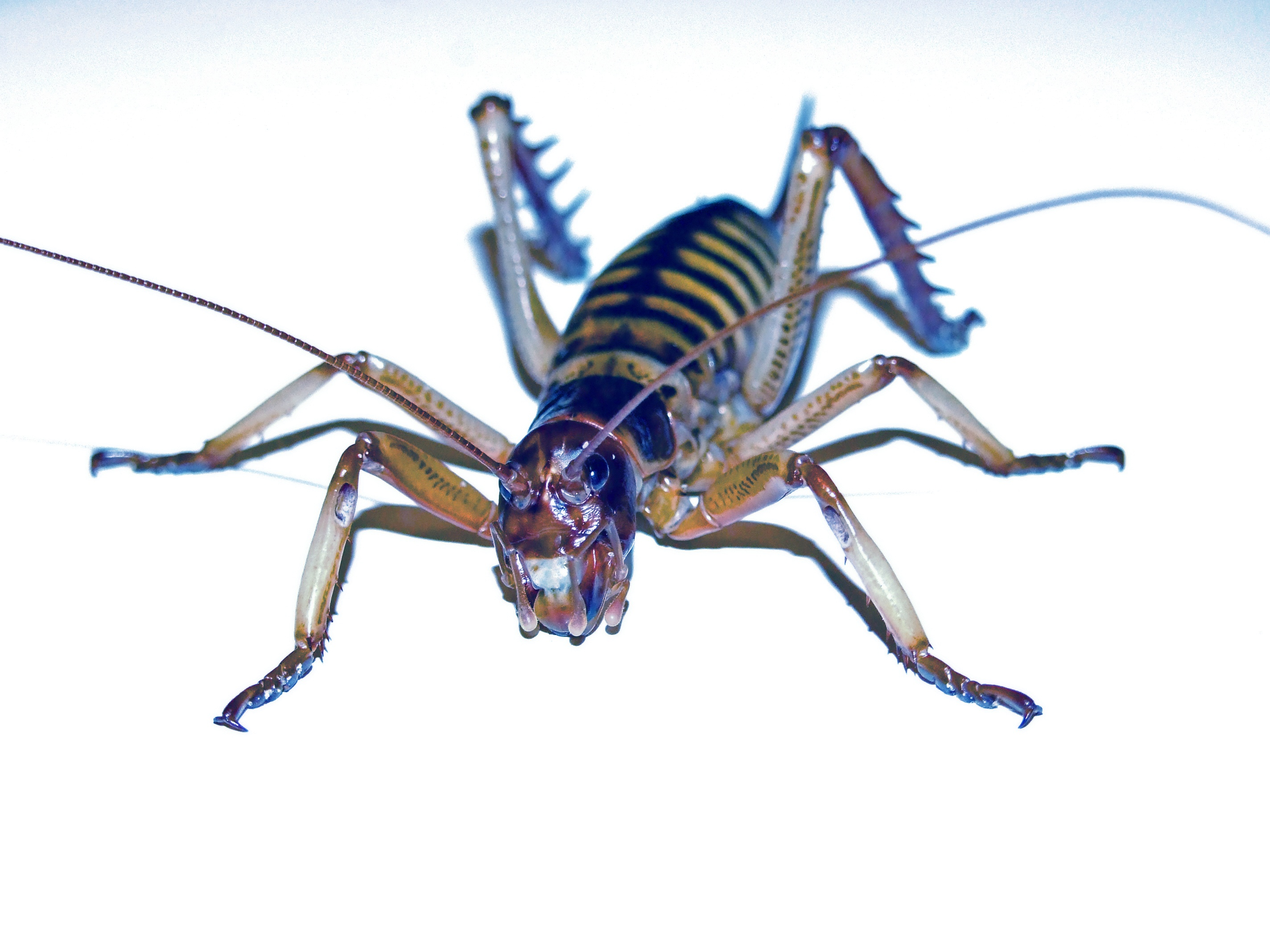
Hemideina crassidens
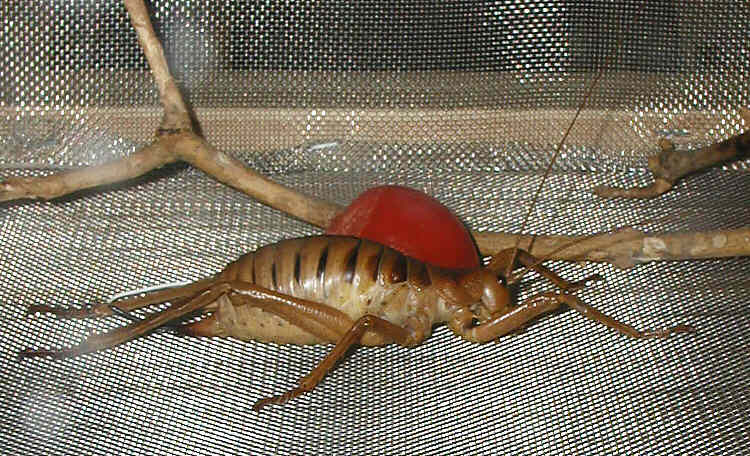
Deinacrida fallai
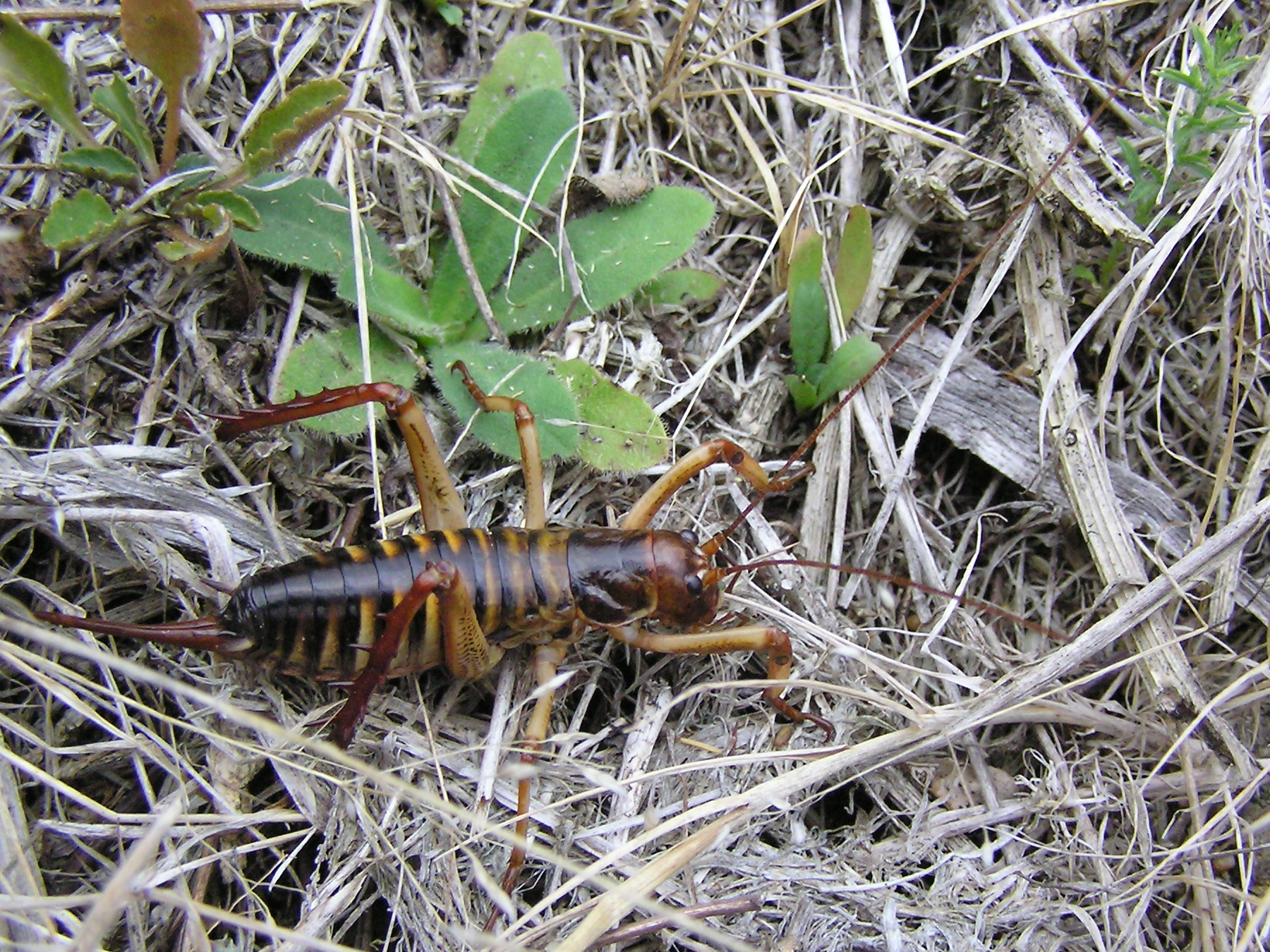
Самка Hemideina crassidens
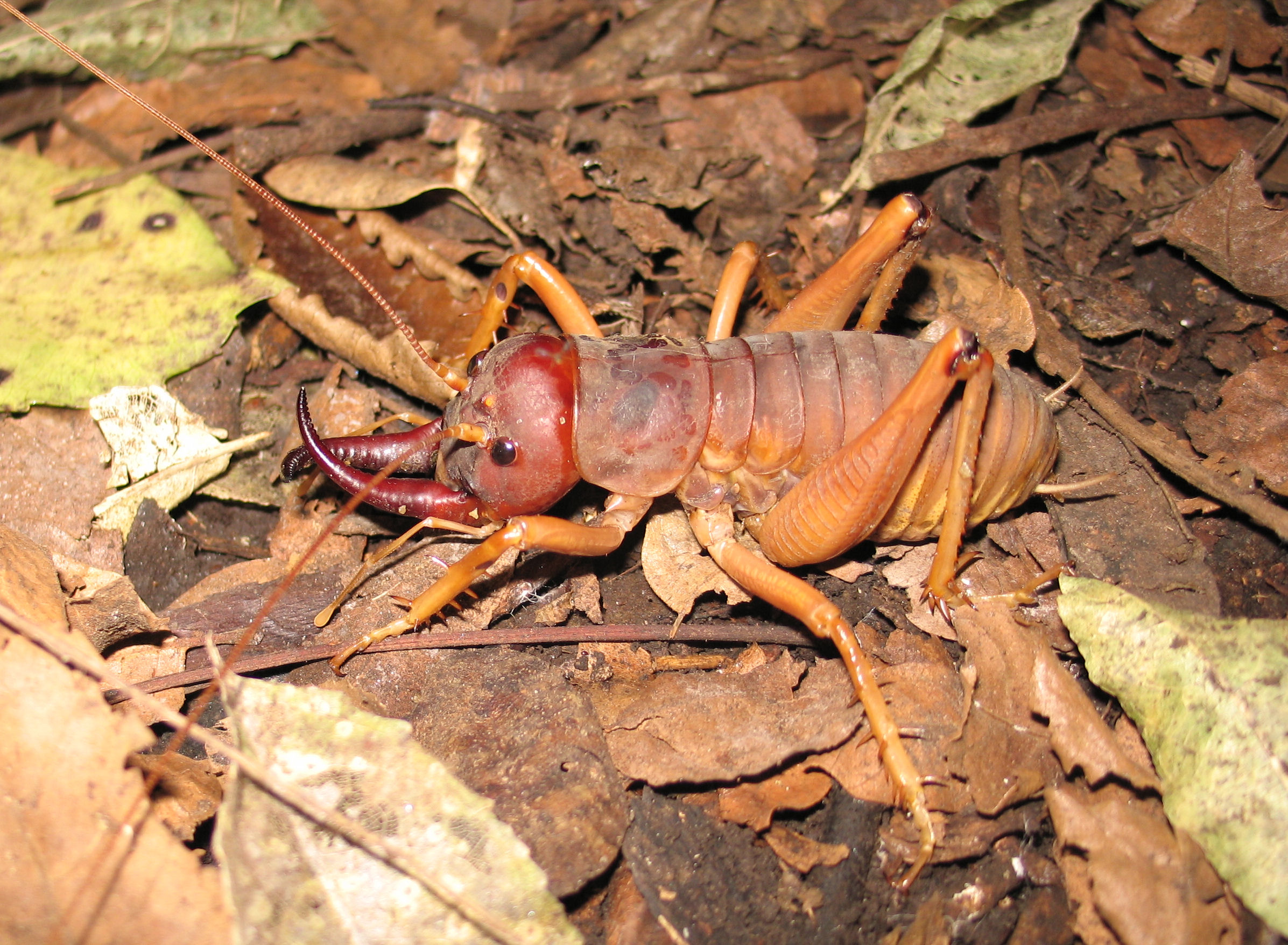
Самец Motuweta isolata
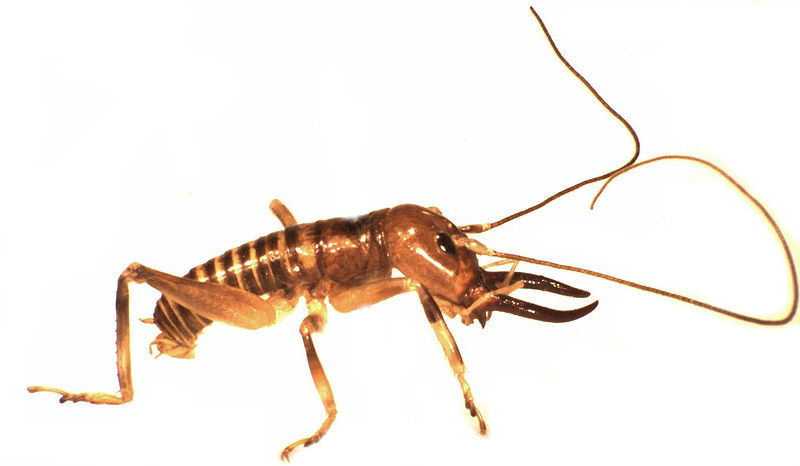
Самец Anisoura nicobarica